# Роберту Гуржел
Роберту Монтейру Гуржел Сантус (на португалски: Roberto Monteiro Gurgel Santos, португ. произношение: [ʁoˈbeɾtu mõˈtejɾu ɡuʁˈʒew ˈsɐ̃tus]) е бразилски адвокат – главен прокурор на Бразилия от 22 юли 2009 г. до 14 август 2013.
Роден е във Форталеза на 24 септември 1954 г. Завършва право във Федералния университет на Рио де Жанейро. Дълго време практикува като адвокат в Рио де Жанейро и град Бразилия. Започва работа като прокурор, след като се явява на обществен конкурс през 1982 г. Между 1987 и 1989 е председател на Националната асоциация на прокурорите на републиката.
Името му е посочено в листата с кандидати за нов главен прокурор на Републиката, изготвен от президента Лула да Силва.
На 8 юли 2009 г. кандидатурата на Сантус е одобрена от комисията по правосъдие във Федералния сенат, като в същия ден е гласувана и с пълно мнозинство в Горната камара на Конгреса. Встъпва в длъжност 22 юли 2009 г. След четири години на поста главен прокурор на Републиката Руберто Гуржел напуска поста на 14 август 2013 г.